# 埼玉歯科技工士専門学校
埼玉歯科技工士専門学校（さいたましかぎこうしせんもんがっこう）は、埼玉県さいたま市見沼区東大宮一丁目にある専門学校。
運営は学校法人阪勉学園。

## 概要
埼玉県さいたま市見沼区に所在し、歯科技工士を養成する専門学校。定員は70名、男女共学の2年間（昼間）。最寄駅はJR宇都宮線の東大宮駅東口徒歩6分。提携寮あり。同窓会の組織「校友会」がある。「クラス担任制」を実施しているほか、厚生労働省が定める科目の他に「特別講座」を数種類実施している。また歯科技工士教育用教材アプリを独自開発し実習等に活用している。

## 設置学科
- 歯科技工士学科

## 取得目標資格
- 歯科技工士（受験資格）

## 所在地
〒337-0051 埼玉県さいたま市見沼区東大宮1-12-35

## 沿革
- 1977年（昭和52年）
  - 2月 - 理事長 阪勉が本校設立を発起
  - 3月 - 厚生大臣（現：厚生労働大臣）より歯科技工士養成所の指定を受ける
  - 4月 - 埼玉歯科技工士専門学校開校
- 1983年（昭和58年）
  - 2月 - 埼玉第一高等学校（現：開智高等学校）設置認可
  - 4月 - 埼玉第一高等学校開校
- 1986年（昭和61年）6月 - 埼玉第一高等学校を別法人として分離

## 就職先
歯科医院、歯科技工所、歯科器材メーカー等に就職可能。

## 姉妹校
- 財団法人歯誠学園 北海道歯科技術専門学校